# Saint-Denis-de-Méré
Saint-Denis-de-Méré est une commune française, située dans le département du Calvados en région Normandie, peuplée de 760 habitants.

## Géographie
Le 1er janvier 2017, la commune passe de l'arrondissement de Caen à celui de Vire.

### Hydrographie
La commune est située dans le bassin Seine-Normandie. Elle est drainée par le Noireau, le Casse-Cou, le cours d'eau 01 de la Martelée, le fossé 02 de la Coursière, le fossé 01 de Vaux, le Noireau et divers autres petits cours d'eau,.
Le Noireau, d'une longueur de 43 km, prend sa source dans la commune de Saint-Christophe-de-Chaulieu et se jette  dans l'Orne à Ménil-Hubert-sur-Orne, après avoir traversé 15 communes. Les caractéristiques hydrologiques de le Noireau sont données par la station hydrologique située sur la commune de Condé-en-Normandie. Le débit moyen mensuel est de 4,9 m3/s. Le débit moyen journalier maximum est de 47,7 m3/s, atteint lors de la crue du 5 janvier 2018. Le débit instantané maximal est quant à lui de 58,7 m3/s, atteint le 4 janvier 2018.

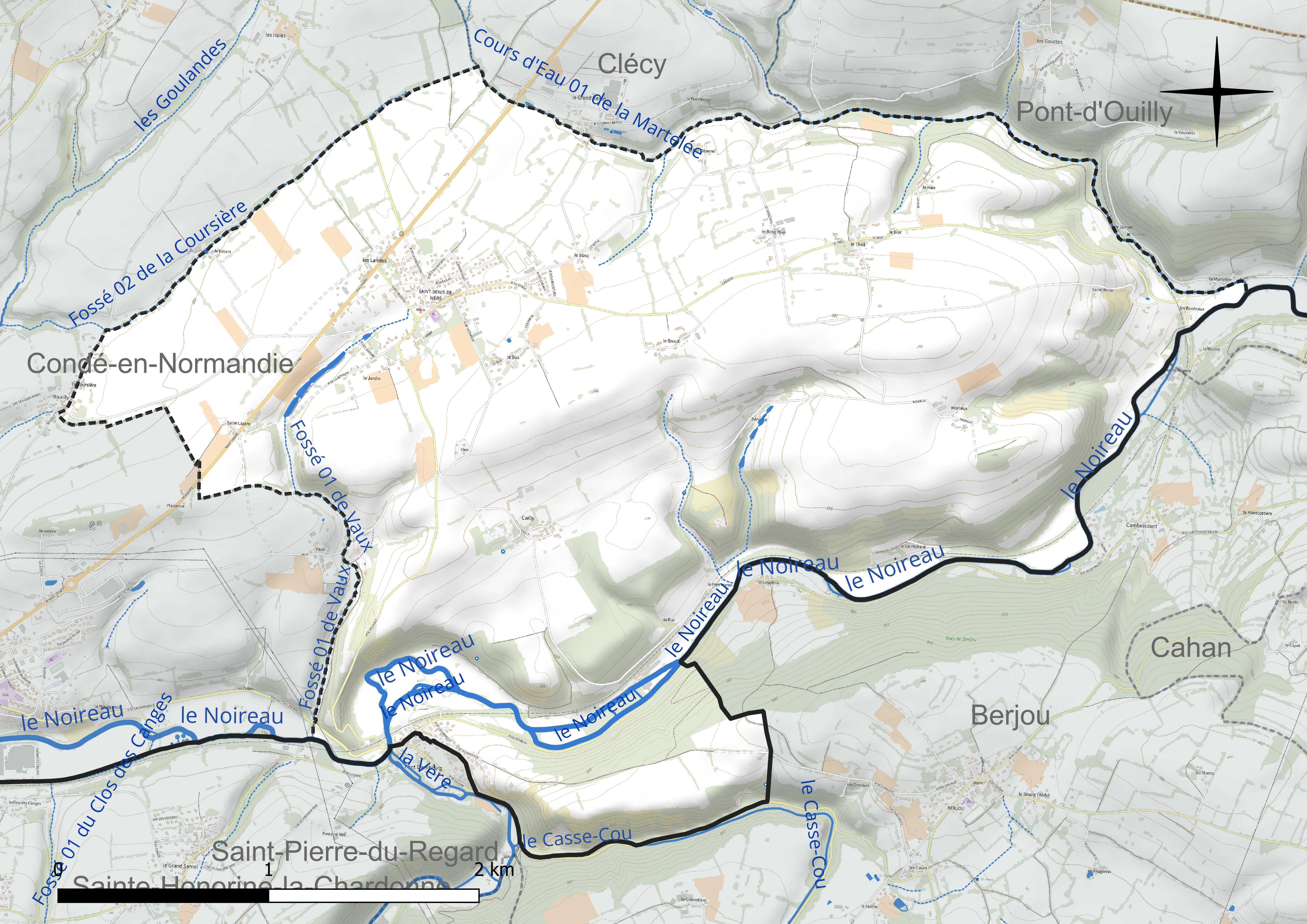
Réseau hydrographique de Saint-Denis-de-Méré.

### Climat
Pour des articles plus généraux, voir Climat de la Normandie et Climat du Calvados.
En 2010, le climat de la commune est de type climat océanique altéré, selon une étude du CNRS s'appuyant sur une série de données couvrant la période 1971-2000. En 2020, Météo-France publie une typologie des climats de la France métropolitaine dans laquelle la commune est exposée à un climat océanique et est dans la région climatique  Normandie (Cotentin, Orne), caractérisée par une pluviométrie relativement élevée (850 mm/a) et un été frais (15,5 °C) et venté. Parallèlement le GIEC normand, un groupe régional d'experts sur le climat, différencie quant à lui, dans une étude de 2020, trois grands types de climats pour la région Normandie, nuancés à une échelle plus fine par les facteurs géographiques locaux. La commune est, selon ce zonage, exposée à un « climat contrasté des collines », correspondant au Bocage normand, bien arrosé, voire très arrosé sur les reliefs les plus exposés au flux d'ouest, et frais en raison de l'altitude.
Pour la période 1971-2000, la température annuelle moyenne est de 10,3 °C, avec  une amplitude thermique annuelle de 12,7 °C. Le cumul annuel moyen de précipitations est de 827 mm, avec 12,2 jours de précipitations en janvier et 7,8 jours en juillet. Pour la période 1991-2020, la température moyenne annuelle observée sur la station météorologique la plus proche, située sur la commune de Pierrefitte-en-Cinglais à 10 km à vol d'oiseau, est de 11,2 °C et le cumul annuel moyen de précipitations est de 806,5 mm,. Pour l'avenir, les paramètres climatiques de la commune estimés pour 2050 selon différents scénarios d'émission de gaz à effet de serre sont consultables sur un site dédié publié par Météo-France en novembre 2022.

## Urbanisme

### Typologie
Au 1er janvier 2024, Saint-Denis-de-Méré est catégorisée commune rurale à habitat dispersé, selon la nouvelle grille communale de densité à 7 niveaux définie par l'Insee en 2022.
Elle est située hors unité urbaine. Par ailleurs la commune fait partie de l'aire d'attraction de Condé-en-Normandie, dont elle est une commune de la couronne,. Cette aire, qui regroupe 7 communes, est catégorisée dans les aires de moins de 50 000 habitants,.

### Occupation des sols
L'occupation des sols de la commune, telle qu'elle ressort de la base de données européenne d'occupation biophysique des sols Corine Land Cover (CLC), est marquée par l'importance des territoires agricoles (84,7 % en 2018), en diminution par rapport à 1990 (85,9 %). La répartition détaillée en 2018 est la suivante : 
terres arables (44,8 %), prairies (36,3 %), forêts (10,9 %), zones urbanisées (4,3 %), zones agricoles hétérogènes (3,6 %). L'évolution de l'occupation des sols de la commune et de ses infrastructures peut être observée sur les différentes représentations cartographiques du territoire : la carte de Cassini (XVIIIe siècle), la carte d'état-major (1820-1866) et les cartes ou photos aériennes de l'IGN pour la période actuelle (1950 à aujourd'hui).

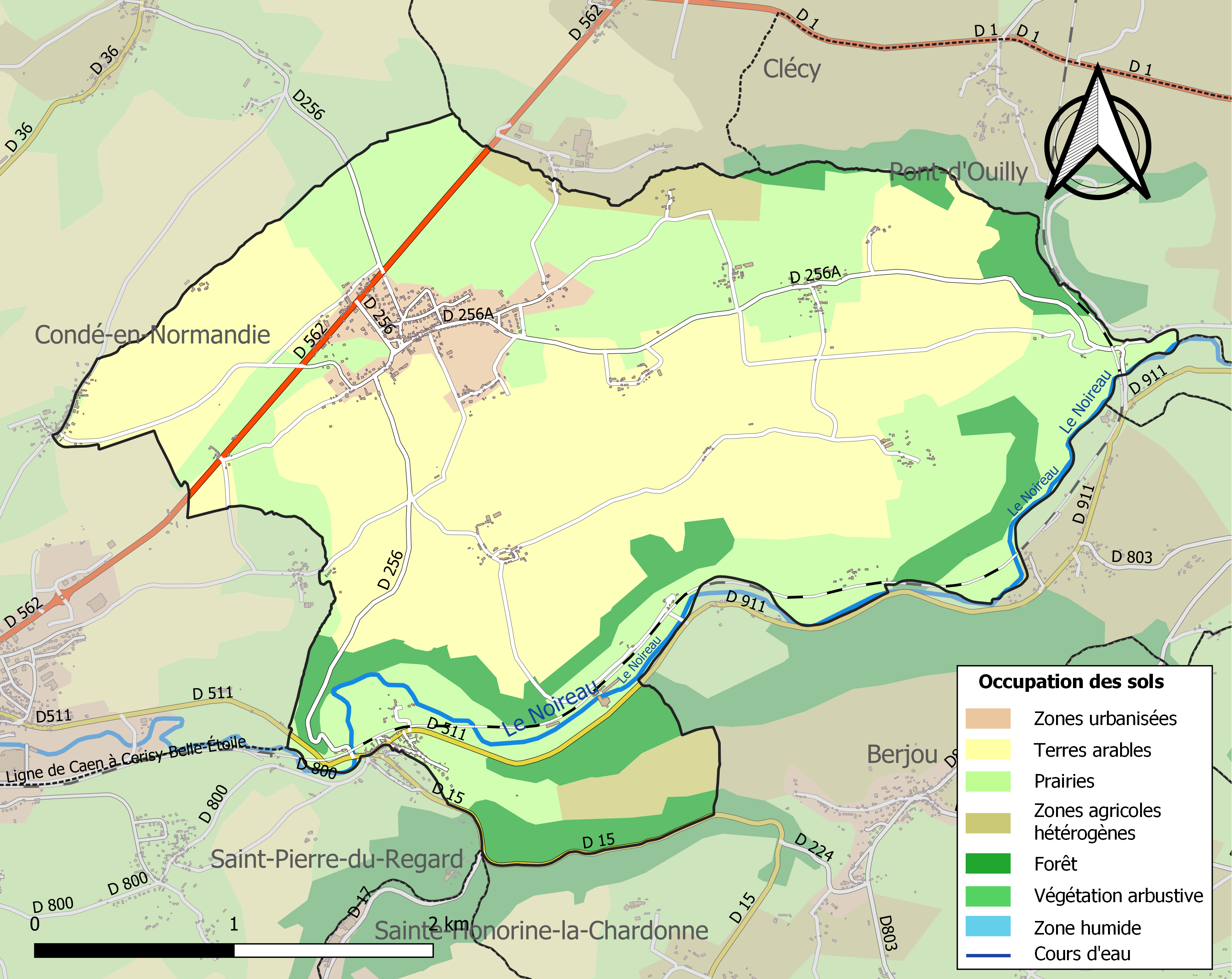
Carte des infrastructures et de l'occupation des sols de la commune en 2018 (CLC).

## Toponymie
Le nom de la localité est attesté sous les  formes ecclesie sanctorum Dionisii et Martini de Mere en 1709, Saint Denis de Mere  et Saint Martin des Champs (hameau de la commune de Saint-Denis-de-Méré) vers 1757.
Mentions anciennes de Méré : peut-être Ricardus de Mere abbé du Mont-Saint-Michel entre 1123 et 1128, Meray vers 1350, ecclesia Merayo en 1494.
Sens du toponyme Méré :  mot formé vraisemblablement avec le suffixe gallo-romain -acum, précédé du nom de personne gaulois et latin Matrius. En l'absence de mentions mérovingiennes ou carolingiennes de la localité, ceci reste conjecturale et oblige à rester prudent sur l'interprétation[réf. nécessaire]
Le gentilé est Mérois.

## Histoire

### Mérovingiens
Le site de l'église Saint-Martin remonte à l'époque Mérovingienne, comme l'illustre les sarcophages du VIIe siècle découverts en 1978 dans le cimetière qui l'entoure. Dans plusieurs titres, la paroisse de Saint-Martin est regardée comme très ancienne. Elle porte le nom de Saint-Martin-des-Champs, ou du Vieux Bourg. À proximité, le puits de Saint‑Martin est, dans le passé, réputé souverain pour la guérison des fièvres.
Le toponyme Méré qui est associé à la seconde paroisse sous le patronage de saint Denis, Saint-Denys-de-Méré serait aussi très ancien. Il est possible qu'il se rattache au mot gallo-romain Matriacum, qui pourrait se traduire par "Domaine de la Mère". Ce qui peut être compatible avec l'hypothèse d'une source sacrée gallo-romaine, proche de l'église (70 m), qui donne naissance à un petit ru affluent du Noireau. La titulature à saint Denis, célébré le 9 octobre, suggère la christianisation ancienne du site, entre le VIe siècle et IXe siècle.

### Les Capétiens
Après les invasions normandes, un lieu fortifié a du être nécessaire aux populations, il se développa sous le contrôle des seigneurs de Méré. La paroisse Saint-Denis s'est développée sous leur dépendance. Cet édifice se nommait le château de Mérie en 1883. L'hypothèse a été émise par certain que la chapelle castrale serait à l'origine de l'église paroissiale Saint-Denis. La paroisse de Saint-Martin reléguée, car sans défense, conserva le vieux cimetière, en granit et schiste commun aux habitants des deux paroisses. Elle dépendait du prieuré de Beaulieu, fondé en 1200, proche de Rouen. Le lent déclin de la paroisse commence. Elle ne figure plus dans les Pouillés du XIVe siècle et XVe siècle. Elle deviendra de facto simple succursale de celle de Saint-Denis, et ne sera plus qu'une chapelle par la suite. Situation qui sera officialisée en 1709 par la réunion des deux paroisses.

### Les seigneurs de Méré
Vers 1300, la seigneurie de Méré appartenait à la famille Radulph, dont les armes D'azur à la fasce d'or accompagnée de trois molettes de huit pointes du même, ont été adoptées par la commune (cf. Héraldique, ci-dessous) : Jean de Radulph, écuyer seigneur de Cailly, Arnoull de Radulph fils du précédent, Thomas Radulph, fils du précédent, qui eut Arthur Radulph, seigneur de Cailly, Louis Radulph patron de Méré.
Leur descendance se poursuivit en ligne directe à Jacques Radulph, Edmond Radulph, fils du précédent, avocat du roi à Vire en 1568 et 1602; François Radulph, seigneur et patron de Méré, qui accomplit les fonctions de lieutenant-criminel à Vire; Edmond II Radulph, seigneur de Méré et de Placy; Claude Radulph, seigneur de Méré et de Placy, qui épousa sa cousine germaine Marie de Radulph fille de Robert Radulph, seigneur de Blou, i présenta  en 1709 à la cure de Méré. Son fils Edmond III Radulph était seigneur de Méré vers 1775.
En 1709, La paroisse de Saint-Denis de Méré et celle de Saint-Martin sont réunies.
En 1766, la population était de 197 feux (env. 800 hab.). Méré dépendait du diocèse de Bayeux, du Parlement de Rouen, intendance de Caen, élection de Vire, sergenterie de Condé.
Le 17 mai 1830, le feu se déclare à Saint-Denis-de-Méré, faisant suite à de nombreux départs de feux la même année dans la région. Dix-sept bâtiments ont été consumés par les flammes.

## Politique et administration

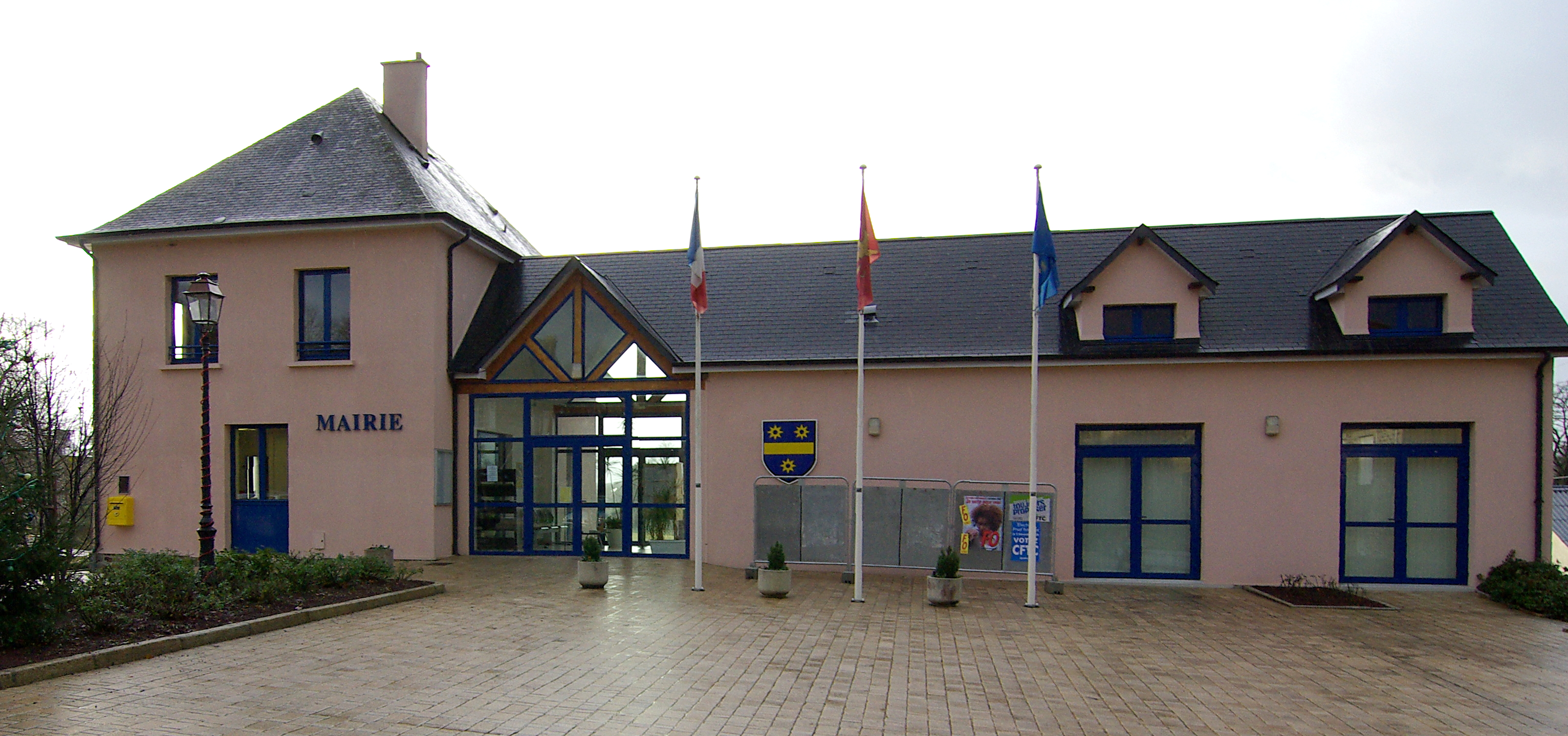
La mairie.

| Période      | Période      | Identité           | Étiquette | Qualité                  |
| ------------ | ------------ | ------------------ | --------- | ------------------------ |
| ?            | mars 2001    | Michel Vasnier     |           |                          |
| mars 2001    | mars 2008    | Jean-Claude Boisne | SE        | Directeur technique      |
| mars 2008    | juillet 2020 | Jean-Pierre Binet  | SE        | Agent EDF                |
| juillet 2020 | En cours     | Manuel Machado     | SE        | Superviseur pré-retraité |

## Démographie
L'évolution du nombre d'habitants est connue à travers les recensements de la population effectués dans la commune depuis 1793. Pour les communes de moins de 10 000 habitants, une enquête de recensement portant sur toute la population est réalisée tous les cinq ans, les populations de référence des années intermédiaires étant quant à elles estimées par interpolation ou extrapolation. Pour la commune, le premier recensement exhaustif entrant dans le cadre du nouveau dispositif a été réalisé en 2005.
En 2022, la commune comptait 760 habitants, en évolution de −9,2 % par rapport à 2016 (Calvados : +1,58 %, France hors Mayotte : +2,11 %).
| 1793 | 1800 | 1806  | 1821 | 1831 | 1836  | 1841  | 1846  | 1851  |
| ---- | ---- | ----- | ---- | ---- | ----- | ----- | ----- | ----- |
| 993  | 828  | 1 000 | 960  | 960  | 1 200 | 1 154 | 1 124 | 1 137 |

| 1856  | 1861  | 1866  | 1872  | 1876  | 1881 | 1886 | 1891 | 1896 |
| ----- | ----- | ----- | ----- | ----- | ---- | ---- | ---- | ---- |
| 1 170 | 1 117 | 1 123 | 1 174 | 1 049 | 979  | 926  | 817  | 747  |

| 1901 | 1906 | 1911 | 1921 | 1926 | 1931 | 1936 | 1946 | 1954 |
| ---- | ---- | ---- | ---- | ---- | ---- | ---- | ---- | ---- |
| 691  | 665  | 668  | 578  | 583  | 600  | 575  | 658  | 589  |

| 1962 | 1968 | 1975 | 1982 | 1990 | 1999 | 2005 | 2006 | 2010 |
| ---- | ---- | ---- | ---- | ---- | ---- | ---- | ---- | ---- |
| 656  | 759  | 820  | 925  | 835  | 798  | 835  | 828  | 835  |

| 2015 | 2020 | 2022 | - | - | - | - | - | - |
| ---- | ---- | ---- | - | - | - | - | - | - |
| 841  | 771  | 760  | - | - | - | - | - | - |

## Lieux et monuments
- Deux ponts enjambent la rivière le Noireau au lieu-dit les Bordeaux, un pont routier et un viaduc ferroviaire. Le pont routier est formé d'un des éléments des voies flottantes (ponton Whale) du port d'Arromanches, créé en 1944 lors du débarquement de Normandie. Cet élément reliait les quais du port temporaire et a été posé en 1945, avant d'être rénové en 2003.
- Église Saint-Denis, édifiée au XVIIIe siècle et remaniée aux XIXe-XXe[42].
- Chapelle Saint-Martin-des-Champs proche de la D 256 (ancienne église paroissiale).
- Chapelle Notre-Dame-des-Vallées. (Pont-Érambourg)

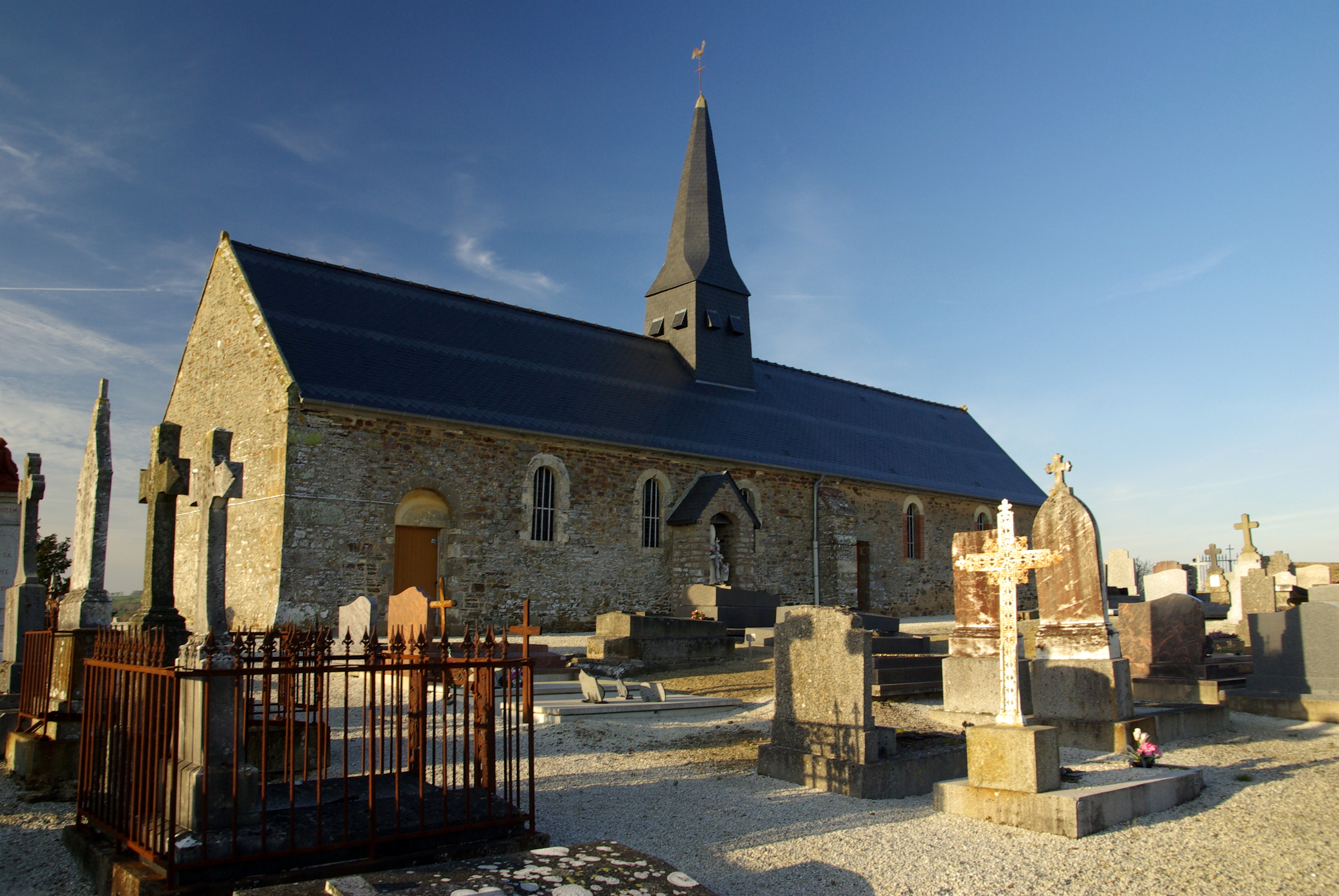
La chapelle Saint-Martin-des-Champs.
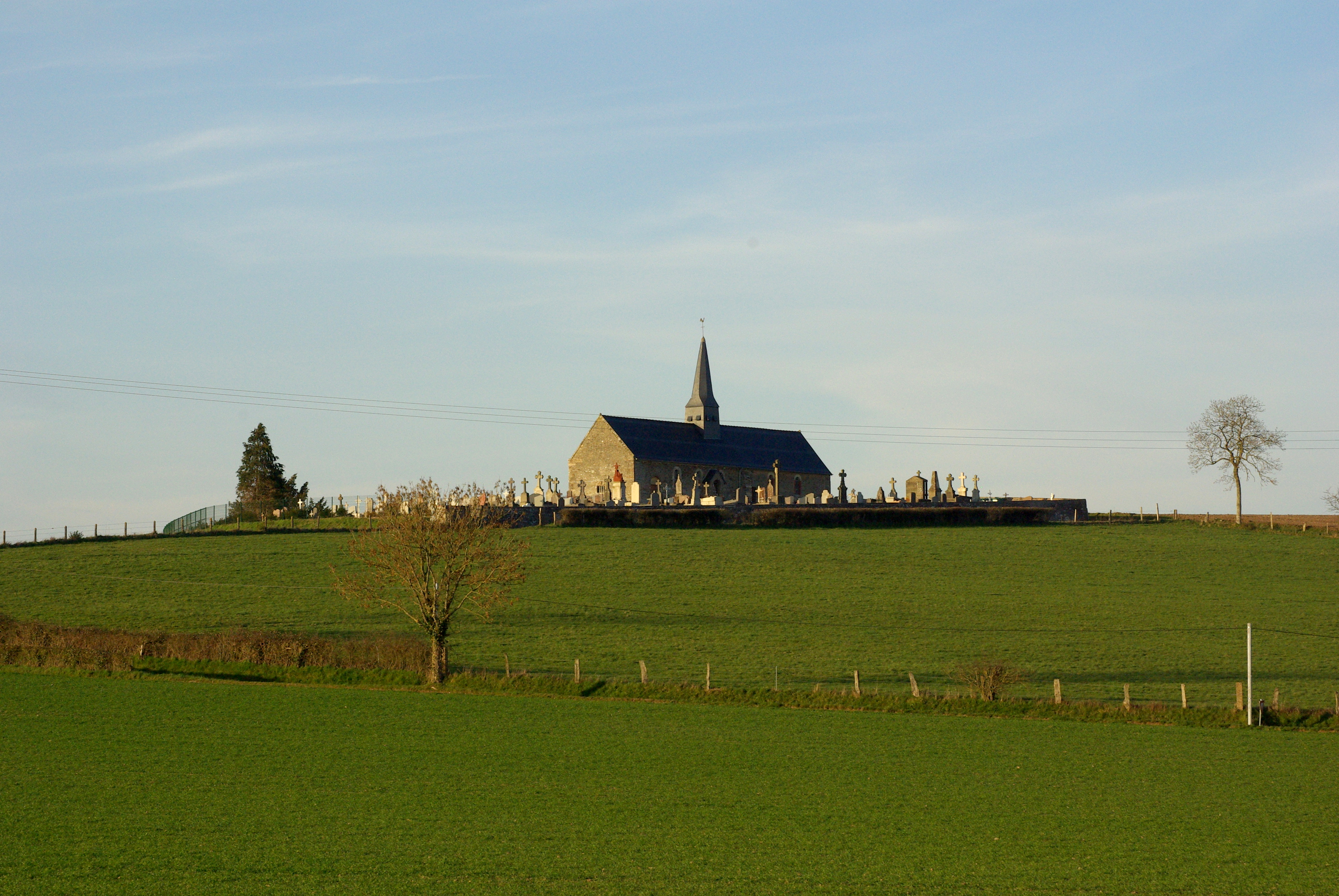
La chapelle Saint-Martin-des-Champs.
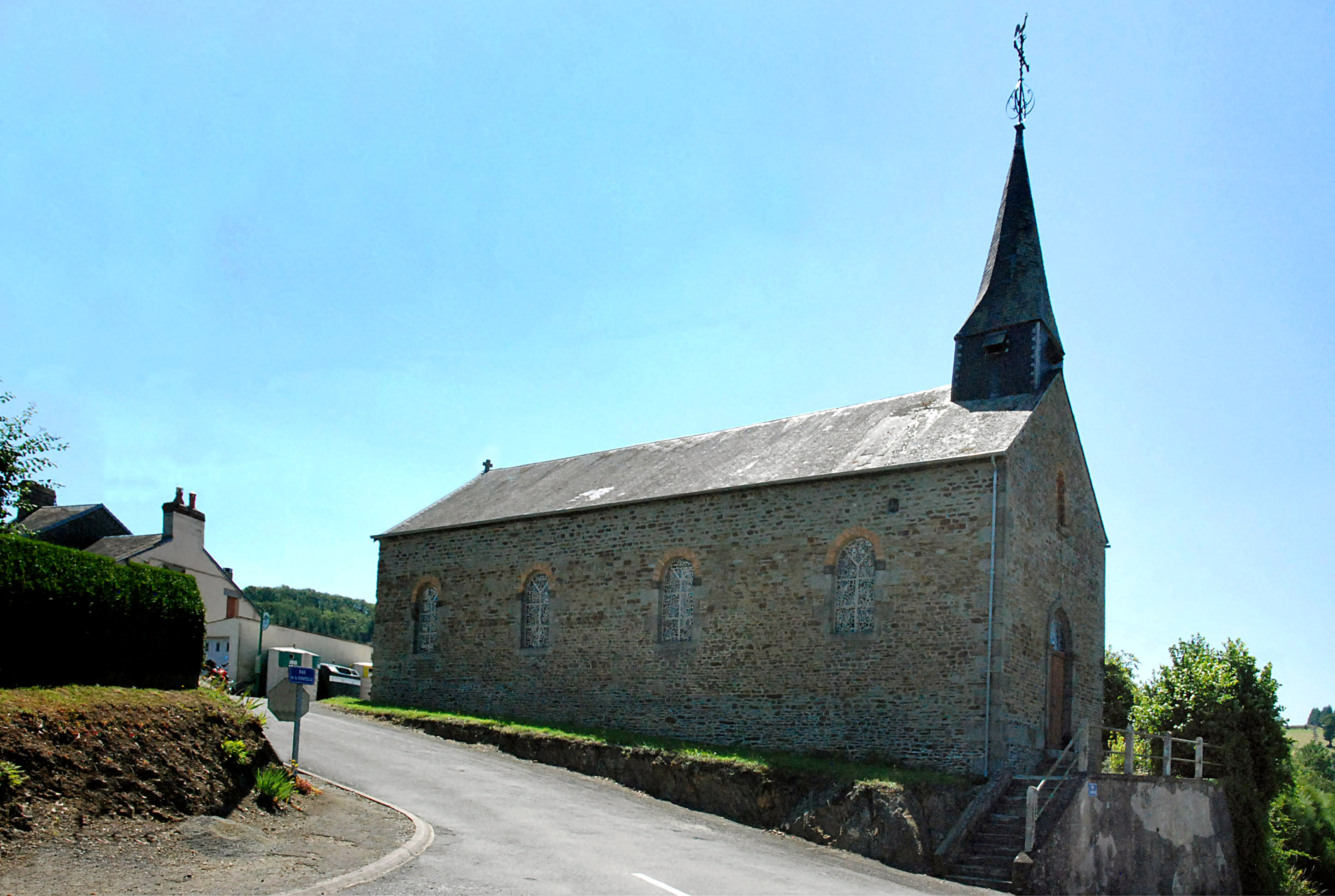
La chapelle Notre-Dame-des-Vallées.

## Héraldique
| Blason de Saint-Denis-de-Méré | Blason  | D'azur à la fasce d'or accompagnée de trois molettes de huit pointes du même (famille de Radulph). |
| Blason de Saint-Denis-de-Méré | Détails | Le statut officiel du blason reste à déterminer.                                                   |